# Danh sách trường đại học, học viện và cao đẳng tại Hà Nội
Đại học, trường đại học, học viện và viện hàn lâm đều là các cơ sở giáo dục bậc cao, mang tính mở, đào tạo bậc đại học và sau đại học. Danh tiếng của trường phụ thuộc vào chất lượng giảng dạy, nghiên cứu khoa học, tầm ảnh hưởng và chất lượng sinh viên đầu ra.
Việt Nam có đại học từ năm 1076 (Quốc Tử Giám), nhưng đại học hiện đại đầu tiên là Viện Đại học Đông Dương (1907). Việt Nam hiện phát triển nhất mô hình một trường đại học chuyên ngành hoặc đa ngành. Mô hình đại học đa thành viên, với sự kết hợp của nhiều trường đại học thành viên hiện chiếm thiểu số rất nhỏ. Đối với các trường đại học công lập có hai cơ chế hoạt động chính đó là nhà nước kiểm soát và tự chủ, trong đó các khía cạnh tự chủ đại học bao gồm tự chủ về học thuật, tự chủ về tổ chức nhân sự và tự chủ về tài chính.
Học viện hay viện hàn lâm là mô hình giáo dục ra đời sau này, chú trọng hơn về nghiên cứu. Viện hàn lâm là một tổ chức uy tín, tập hợp những cá nhân xuất sắc trong một lĩnh vực cụ thể, có nhiệm vụ thúc đẩy nghiên cứu, trao đổi kiến thức và tư vấn cho chính phủ hoặc các tổ chức khác về các vấn đề chuyên môn, chỉ đào tạo bậc sau đại học. Giá trị văn bằng được cấp bởi đại học và học viện là tương đương nhau.

## Danh sách các Đại học, Trường Đại học công lập

### Các Trường Đại học thành viên củaĐại học Quốc gia Hà Nội
| STT | Tên trường đại học                         | Tên viết tắt | Mã trường | Nhóm ngành đào tạo                        | Thành lập | Địa chỉ           |
| --- | ------------------------------------------ | ------------ | --------- | ----------------------------------------- | --------- | ----------------- |
| 1   | Trường Đại học Khoa học Tự nhiên           | VNU-HUS      | QHT       | Khoa học tự nhiên                         | 1993      | Phường Thanh Xuân |
| 2   | Trường Đại học Khoa học Xã hội và Nhân văn | VNU-USSH     | QHX       | Khoa học xã hội                           | 1945      | Phường Thanh Xuân |
| 3   | Trường Đại học Việt - Nhật                 | VNU-VJU      | QHJ       | Đa ngành (Khoa học, Quản trị, Môi trường) | 2016      | Phường Từ Liêm    |
| 4   | Trường Đại học Công nghệ                   | VNU-UET      | QHI       | Công nghệ                                 | 1995      | Phường Cầu Giấy   |
| 5   | Trường Đại học Giáo dục                    | VNU-UED      | QHS       | Giáo dục                                  | 2009      | Phường Cầu Giấy   |
| 6   | Trường Đại học Kinh tế                     | VNU-UEB      | QHE       | Kinh tế                                   | 1974      | Phường Cầu Giấy   |
| 7   | Trường Đại học Ngoại ngữ                   | VNU-ULIS     | QHF       | Ngoại ngữ                                 | 1955      | Phường Cầu Giấy   |
| 8   | Trường Đại học Y Dược                      | VNU-UMP      | QHY       | Y khoa                                    | 2020      | Phường Cầu Giấy   |
| 9   | Trường Đại học Luật                        | VNU-UL       | QHL       | Luật                                      | 2022      | Phường Cầu Giấy   |
| 10  | Trường Quản trị và Kinh doanh              | VNU-HSB      | QHD       | Kinh doanh                                | 2021      | Phường Cầu Giấy   |
| 11  | Trường Quốc tế                             | VNU-IS       | QHQ       | Kinh doanh                                | 2021      | Phường Cầu Giấy   |
| 12  | Trường Khoa học liên ngành và Nghệ thuật   | VNU-SIS      | QHK       | Liên ngành, Nghệ thuật                    | 2017      | Phường Cầu Giấy   |
| 13  | Khoa Quốc tế Pháp ngữ                      | VNU-IFI      | QHP       | Kinh doanh                                | 2023      | Phường Cầu Giấy   |

### Các Đại học, Trường Đại học
| STT | Tên trường đại học                             | Tên viết tắt | Mã trường | Nhóm ngành đào tạo                                                     | Thành lập | Địa chỉ           | Đơn vị chủ quản, trực thuộc                 |
| --- | ---------------------------------------------- | ------------ | --------- | ---------------------------------------------------------------------- | --------- | ----------------- | ------------------------------------------- |
| 1   | Đại học Bách khoa Hà Nội                       | HUST         | BKA       | Đa ngành (Kỹ thuật, Công nghệ)                                         | 1956      | Phường Bạch Mai   | Bộ Giáo dục và Đào tạo                      |
| 2   | Trường Đại học Công đoàn                       | TUU          | LDA       | Đa ngành, đa lĩnh vực (Lao động, Xã hội, Kinh tế, Công nghệ, Kỹ thuật) | 1946      | Phường Đống Đa    | Tổng Liên đoàn Lao động Việt Nam            |
| 3   | Trường Đại học Công nghệ Giao thông vận tải    | UTT          | GTA       | Đa ngành (Kỹ thuật, Công nghệ, Kinh tế, Vận tải)                       | 1902      | Phường Thanh Liệt | Bộ Xây dựng                                 |
| 4   | Trường Đại học Tài nguyên và Môi trường Hà Nội | HUNRE        | DMT       | Đa ngành (Môi trường, Kinh tế, Kỹ thuật)                               | 1955      | Phường Phú Diễn   | Bộ Nông nghiệp và Môi trường                |
| 5   | Trường Đại học Công nghiệp Hà Nội              | HAUI         | DCN       | Đa ngành                                                               | 1898      | Phường Tây Tựu    | Bộ Công Thương                              |
| 6   | Trường Đại học Công nghiệp Việt-Hung           | VIU          | VHD       | Kỹ thuật                                                               | 1977      | Phường Tùng Thiện | Bộ Công Thương                              |
| 7   | Trường Đại học Dược Hà Nội                     | HUP          | DKH       | Dược                                                                   | 1902      | Phường Cửa Nam    | Bộ Y tế                                     |
| 8   | Trường Đại học Điện lực                        | EPU          | DDL       | Đa ngành (Kỹ thuật)                                                    | 1898      | Phường Nghĩa Đô   | Bộ Công Thương                              |
| 9   | Trường Đại học Giao thông Vận tải              | UTC          | GHA       | Đa ngành                                                               | 1902      | Phường Láng       | Bộ Giáo dục và Đào tạo                      |
| 10  | Trường Đại học Hà Nội                          | HANU         | NHF       | Ngoại ngữ                                                              | 1959      | Phường Đại Mỗ     | Bộ Giáo dục và Đào tạo                      |
| 11  | Trường Đại học Khoa học và Công nghệ Hà Nội    | USTH         | KCN       | Khoa học, công nghệ                                                    | 2009      | Phường Nghĩa Đô   | Viện Hàn lâm Khoa học và Công nghệ Việt Nam |
| 12  | Trường Đại học Kiểm sát Hà Nội                 | TKS          | DKS       | Luật                                                                   | 1970      | Phường Dương Nội  | Viện Kiểm sát nhân dân tối cao              |
| 13  | Trường Đại học Kiến trúc Hà Nội                | HAU          | KTA       | Kiến trúc                                                              | 1969      | Phường Hà Đông    | Bộ Xây dựng                                 |
| 14  | Trường Đại học Kinh tế - Kỹ thuật Công nghiệp  | UNETI        | DKK       | Kinh tế, Kỹ thuật                                                      | 1956      | Phường Vĩnh Tuy   | Bộ Công Thương                              |
| 15  | Đại học Kinh tế Quốc dân                       | NEU          | KHA       | Kinh tế                                                                | 1956      | Phường Bạch Mai   | Bộ Giáo dục và Đào tạo                      |
| 16  | Trường Đại học Lao động - Xã hội               | ULSA         | DLX       | Kinh tế, lao động, xã hội                                              | 1961      | Phường Yên Hòa    | Bộ Nội vụ                                   |
| 17  | Trường Đại học Lâm nghiệp Việt Nam             | VNUF         | LNH       | Đa ngành                                                               | 1964      | Xã Xuân Mai       | Bộ Nông nghiệp và Môi trường                |
| 18  | Trường Đại học Luật Hà Nội                     | HLU          | LPH       | Luật                                                                   | 1979      | Phường Giảng Võ   | Bộ Tư pháp                                  |
| 19  | Trường Đại học Mỏ - Địa chất                   | HUMG         | MDA       | Đa ngành (kỹ thuật)                                                    | 1966      | Phường Đông Ngạc  | Bộ Giáo dục và Đào tạo                      |
| 20  | Trường Đại học Mỹ thuật Công nghiệp            | UAD          | MTC       | Mỹ thuật                                                               | 1949      | Phường Ô Chợ Dừa  | Bộ Giáo dục và Đào tạo                      |
| 21  | Trường Đại học Mỹ thuật Việt Nam               | VNUFA        | MTH       | Mỹ thuật                                                               | 1924      | Phường Cửa Nam    | Bộ Văn hóa, Thể thao và Du lịch             |
| 22  | Trường Đại học Ngoại thương                    | FTU          | NTH       | Kinh tế, thương mại                                                    | 1960      | Phường Láng       | Bộ Giáo dục và Đào tạo                      |
| 23  | Trường Đại học Sân khấu - Điện ảnh Hà Nội      | SKDA         | SKD       | Nghệ thuật                                                             | 1980      | Phường Phú Diễn   | Bộ Văn hóa, Thể thao và Du lịch             |
| 24  | Trường Đại học Sư phạm Hà Nội                  | HNUE         | SPH       | Giáo dục                                                               | 1951      | Phường Cầu Giấy   | Bộ Giáo dục và Đào tạo                      |
| 25  | Trường Đại học Sư phạm Nghệ thuật Trung ương   | NUAE         | GNT       | Nghệ thuật                                                             | 1970      | Phường Thanh Liệt | Bộ Giáo dục và Đào tạo                      |
| 26  | Trường Đại học Sư phạm Thể dục Thể thao Hà Nội | HUPES        | TDH       | Thể dục thể thao                                                       | 1961      | Phường Chương Mỹ  | Bộ Giáo dục và Đào tạo                      |
| 27  | Trường Đại học Thủy lợi                        | TLU          | TLA       | Đa ngành (kỹ thuật)                                                    | 1959      | Phường Đống Đa    | Bộ Nông nghiệp và Môi trường                |
| 28  | Trường Đại học Thương mại                      | TMU          | TMA       | Kinh tế, thương mại                                                    | 1960      | Phường Từ Liêm    | Bộ Giáo dục và Đào tạo                      |
| 29  | Trường Đại học Văn hóa Hà Nội                  | HUC          | VHH       | Văn hóa                                                                | 1959      | Phường Ô Chợ Dừa  | Bộ Văn hóa, Thể thao và Du lịch             |
| 30  | Trường Đại học Xây dựng Hà Nội                 | HUCE         | XDA       | Xây dựng                                                               | 1966      | Phường Bạch Mai   | Bộ Giáo dục và Đào tạo                      |
| 31  | Trường Đại học Y Hà Nội                        | HMU          | YHB       | Y khoa                                                                 | 1902      | Phường Kim Liên   | Bộ Y tế                                     |
| 32  | Trường Đại học Y tế Công cộng                  | HUPH         | YTC       | Y khoa                                                                 | 2001      | Phường Đông Ngạc  | Bộ Y tế                                     |
| 33  | Trường Đại học Thủ đô Hà Nội                   | HNMU         | HNM       | Đa ngành (sư phạm)                                                     | 1959      | Phường Nghĩa Đô   | UBND Thành phố Hà Nội                       |
| 34  | Trường Đại học Công nghiệp Dệt May Hà Nội      | HTU          | CCM       | Quản lý, dệt may, thời trang                                           | 1976      | Xã Thuận An       | Bộ Công Thương                              |
| 35  | Trường Đại học Mở Hà Nội                       | HOU          | MHN       | Đa ngành                                                               | 1993      | Phường Bạch Mai   | Bộ Giáo dục và Đào tạo                      |
| 36  | Trường Đại học Văn hóa - Nghệ thuật Quân đội   | MUCA         | ZNH       | Nghệ thuật                                                             | 1955      | Phường Láng       | Bộ Quốc phòng                               |
| 37  | Trường Đại học Phòng cháy chữa cháy            | UFPF         | PCH       | Công an                                                                | 1999      | Phường Đại Mỗ     | Bộ Công an                                  |

## Các Học viện
| STT | Tên học viện                                                      | Tên viết tắt | Mã trường | Nhóm ngành đào tạo                                   | Thành lập | Địa chỉ            | Đơn vị chủ quản; trực thuộc                      |
| --- | ----------------------------------------------------------------- | ------------ | --------- | ---------------------------------------------------- | --------- | ------------------ | ------------------------------------------------ |
| 1   | Học viện Múa Việt Nam                                             | VNAD         |           | Nghệ thuật                                           | 1959      | Phường Phú Diễn    | Bộ Văn hóa, Thể thao và Du lịch                  |
| 2   | Học viện Âm nhạc Quốc gia Việt Nam                                | VNAM         | NVH       | Âm nhạc                                              | 1956      | Phường Ô Chợ Dừa   | Bộ Văn hóa, Thể thao và Du lịch                  |
| 3   | Học viện Chính trị Quốc gia Hồ Chí Minh                           | HCMA         |           | Chính trị                                            | 1945      | Phường Nghĩa Đô    | Ban Chấp hành Trung ương Đảng                    |
| 4   | Học viện Báo chí và Tuyên truyền                                  | AJC          | HBT       | Văn hoá, báo chí, truyền thông                       | 1962      | Phường Cầu Giấy    | Học viện Chính trị Quốc gia Hồ Chí Minh          |
| 5   | Học viện Hành chính và Quản trị công                              | APAG         | HCH       | Hành chính công                                      | 1959      | Phường Giảng Võ    | Học viện Chính trị Quốc gia Hồ Chí Minh          |
| 6   | Học viện Chính trị Khu vực I                                      | APRI         |           | Chính trị                                            | 1953      | Phường Thanh Xuân  | Học viện Chính trị Quốc gia Hồ Chí Minh          |
| 7   | Học viện Biên phòng                                               | HVBP         | BPH       | Công an, quân đội, luật                              | 1963      | Phường Tùng Thiện  | Bộ Tư lệnh Bộ đội Biên phòng                     |
| 8   | Học viện Công nghệ Bưu chính Viễn thông                           | PTIT         | BVH       | Kỹ thuật, công nghệ                                  | 1997      | Phường Hà Đông     | Bộ Khoa học và Công nghệ                         |
| 9   | Học viện Chính trị                                                |              | HCB       | Chính trị                                            | 1951      | Phường Hà Đông     | Bộ Quốc phòng                                    |
| 10  | Học viện Kỹ thuật Mật mã                                          | VACT         | KMA       | Mật mã                                               | 1995      | Phường Thanh Liệt  | Ban Cơ yếu Chính phủ                             |
| 11  | Học viện Ngân hàng                                                | BAV          | NHH       | Kinh tế                                              | 1961      | Phường Kim Liên    | Ngân hàng Nhà nước Việt Nam                      |
| 12  | Học viện Ngoại giao                                               | DAV          | HQT       | Kinh tế, luật, quan hệ quốc tế, truyền thống quốc tế | 1959      | Phường Láng        | Bộ Ngoại giao                                    |
| 13  | Học viện Nông nghiệp Việt Nam                                     | VNUA         | HVN       | Đa ngành                                             | 1956      | Xã Gia Lâm         | Bộ Nông nghiệp và Môi trường                     |
| 14  | Học viện Phụ nữ Việt Nam                                          | VWA          | HPN       | Đa ngành                                             | 1960      | Phường Láng        | Hội Liên hiệp Phụ nữ Việt Nam                    |
| 15  | Học viện Tòa án                                                   | CTA          | HTA       | Luật, Thẩm phán, Thư kí, thẩm tra viên               | 1960      | Xã Thuận An        | Tòa án nhân dân tối cao                          |
| 16  | Học viện Tư pháp                                                  |              | HVC       | Tư pháp                                              | 2004      | Phường Phú Diễn    | Bộ Tư pháp                                       |
| 17  | Học viện Tài chính                                                | AOF          | HTC       | Kinh tế, Tài chính, Ngân hàng, Kế toán, Kiểm toán    | 1963      | Phường Đông Ngạc   | Bộ Tài chính                                     |
| 18  | Học viện Quân y (Đại học Y - Dược Lê Hữu Trác)                    |              | YQH       | Y khoa                                               | 1949      | Phường Hà Đông     | Bộ Quốc phòng                                    |
| 19  | Học viện Y – Dược học cổ truyền Việt Nam                          |              | HYD       | Y khoa                                               | 2005      | Phường Đại Mỗ      | Bộ Y tế                                          |
| 20  | Học viện Chính sách và Phát triển                                 | APD          | HCP       | Chính sách, kế hoạch, đầu tư                         | 2008      | Xã An Khánh        | Bộ Tài chính                                     |
| 21  | Học viện Thanh thiếu niên Việt Nam                                | VYA          | HTN       |                                                      | 1995      | Phường Láng        | Trung ương Đoàn TNCS Hồ Chí Minh                 |
| 22  | Học viện An ninh nhân dân                                         | T31/T01/C500 | ANH       | Công an                                              | 1946      | Phường Hà Đông     | Bộ Công an                                       |
| 23  | Học viện Cảnh sát nhân dân                                        | T32/T02/T18  | CSH       | Công an                                              | 1968      | Phường Đông Ngạc   | Bộ Công an                                       |
| 24  | Học viện Phòng không - Không quân                                 |              | KPH       | Quân đội                                             | 1964      | Xã Đoài Phương     | Bộ Quốc phòng                                    |
| 25  | Trường Đại học Sĩ quan Đặc công                                   |              | DCH       | Quân đội                                             | 1967      | Xã Xuân Mai        | Binh chủng Đặc công, Quân đội Nhân dân Việt Nam  |
| 26  | Trường Đại học Sĩ quan Pháo binh                                  |              | PBH       | Quân đội                                             | 1957      | Phường Tùng Thiện  | Binh chủng Pháo binh, Quân đội Nhân dân Việt Nam |
| 27  | Trường Đại học Sĩ quan Phòng hóa                                  |              | HGH       | Quân đội                                             | 1976      | Xã Đoài Phương     | Binh chủng Hóa học, Quân đội Nhân dân Việt Nam   |
| 28  | Trường Đại học Sĩ quan Lục quân 1 (Trường Đại học Trần Quốc Tuấn) |              | LAH       | Quân đội                                             | 1945      | Xã Đoài Phương     | Bộ Quốc phòng                                    |
| 29  | Học viện Quản lý Giáo dục                                         |              | HVQ       | Giáo dục                                             | 2006      | Phường Phương Liệt | Bộ Giáo dục và Đào tạo                           |
| 30  | Học viện Kỹ thuật Quân sự                                         | MTA          | KQH       | Kỹ thuật                                             | 1966      | Phường Nghĩa Đô    | Bộ Quốc phòng                                    |
| 31  | Học viện Hậu cần                                                  |              | HEH       | Hậu cần                                              | 1993      | Phường Bồ Đề       | Bộ Quốc phòng                                    |
| 32  | Học viện Khoa học Quân sự                                         | MSA          | NQH       | Quân đội                                             | 1957      | Phường Phương Liệt | Bộ Quốc phòng                                    |
| 33  | Học viện Dân tộc                                                  | VAEM         | HVD       | Dân tộc                                              | 2016      | Phường Xuân Phương | Bộ Dân tộc và Tôn giáo                           |
| 34  | Học viện Quốc phòng                                               |              |           | Quân đội                                             | 1976      | Phường Nghĩa Đô    | Bộ Quốc phòng                                    |
| 35  | Trường Đại học Sĩ quan Chính trị                                  |              | LCH       | Quân đội                                             | 1976      | Xã Yên Xuân        | Bộ Quốc phòng                                    |
| 36  | Học viện Chính trị Công an Nhân dân                               | T29/T03      | HCA       | Công an                                              | 1971      | Xã Sóc Sơn         | Bộ Công an                                       |

## Danh sách các trường đại học ngoài công lập
| STT | Tên trường đại học                                   | Tên viết tắt | Mã trường | Nhóm ngành đào tạo          | Thành lập  | Địa chỉ            |
| --- | ---------------------------------------------------- | ------------ | --------- | --------------------------- | ---------- | ------------------ |
| 1   | Trường Đại học Thành Đô                              | TDU          | TDD       | Đa ngành                    | 27/5/2009  | Xã Hoài Đức        |
| 2   | Đại học Phenikaa                                     | PHENA        | PKA       | Đa ngành                    | 10/10/2007 | Phường Dương Nội   |
| 3   | Trường Đại học Thăng Long                            | TLU          | DTL       | Đa ngành                    | 1988       | Phường Định Công   |
| 4   | Trường Đại học Phương Đông                           | PDU          | DPD       | Đa ngành                    | 1994       | Phường Yên Hòa     |
| 5   | Trường Đại học CMC                                   |              | MCA       | Đa ngành                    | 2011       | Phường Hà Đông     |
| 6   | Trường Đại học Đông Đô                               | HDIU         | DDU       | Đa ngành                    | 1994       | Phường Thanh Xuân  |
| 7   | Trường Đại học VinUni                                | VINUNI       | VIN       | Đa ngành                    | 2019       | Xã Gia Lâm         |
| 8   | Trường Đại học Công nghệ Đông Á                      | EAUT         | DDA       | Đa ngành                    | 2008       | Phường Xuân Phương |
| 9   | Trường Đại học FPT                                   | FPTU         | FPT       | Đa ngành                    | 2006       | Xã Hòa Lạc         |
| 10  | Trường Đại học Công nghệ và Quản lý Hữu nghị         | UTM          | DCQ       | Đa ngành                    | 2011       | Phường Hoàng Mai   |
| 11  | Trường Đại học Quốc tế RMIT Việt Nam                 | RMIT         | RMU       | Đa ngành                    | 2004       | Phường Giảng Võ    |
| 12  | Trường Đại học Nguyễn Trãi                           | NTU          | NTU       | Đa ngành                    | 05/02/2008 | Phường Ngọc Hà     |
| 13  | Trường Đại học Hòa Bình                              | HBU          | ETU       | Đa ngành                    | 2008       | Phường Từ Liêm     |
| 14  | Trường Đại học Đại Nam                               | DNU          | DDN       | Đa ngành                    | 2007       | Phường Phú Lương   |
| 15  | Trường Đại học Tài chính - Ngân hàng Hà Nội          | FBU          | FBU       | Tài chính, ngân hàng        | 21/12/2010 | Phường Đông Ngạc   |
| 16  | Trường Đại học Quốc tế Bắc Hà (văn phòng tuyển sinh) | BHIU         | DBH       | Kinh tế, xây dựng, kĩ thuật | 2007       | Phường Nghĩa Đô    |
| 17  | Trường Đại học Kinh doanh và Công nghệ Hà Nội        | HUBT         | DQK       | Kinh doanh, công nghệ       | 1996       | Phường Vĩnh Hưng   |
| 18  | Học viện Thiết kế và Thời trang London               |              | LCDF      | Thiết kế, thời trang        | 2004       | Phường Tây Hồ      |

## Danh sách các trường cao đẳng tại Hà Nội
1. Trường Cao đẳng Kinh tế Công nghiệp (Phường Yên Hòa)
2. Trường Cao đẳng Y tế Hà Đông (Phường Hà Đông)
3. Trường Cao đẳng Y Dược Tuệ Tĩnh Hà Nội (Phường Phú Diễn)
4. Trường Cao đẳng Thông tin và Truyền thông (Phường Phú Diễn)
5. Trường Cao đẳng Công nghệ và Kinh tế (Xã Sóc Sơn)
6. Trường Cao đẳng Nghề Bách Khoa Hà Nội (Phường Bạch Mai)
7. Trường Cao đẳng Y Hà Nội (Phường Từ Liêm)
8. Trường Cao đẳng Đại Việt (Phường Từ Liêm)
9. Trường Cao đẳng nghề Công nghệ cao (Phường Xuân Phương)
10. Trường Cao đẳng nghề Phú Châu (Phường Thanh Xuân)
11. Trường Cao đẳng Cộng đồng (Phường Yên Hòa)
12. Trường Cao đẳng Cộng đồng Hà Tây (Xã Xuân Mai)
13. Trường Cao đẳng Du lịch (Phường Nghĩa Đô)
14. Trường Cao đẳng Điện tử - Điện lạnh (Phường Cầu Giấy)
15. Trường Cao đẳng Nghệ thuật (Phường Cửa Nam)
16. Trường Cao đẳng Nông nghiệp và phát triển nông thôn Bắc Bộ (Xã Xuân Mai)
17. Trường Cao đẳng Sư phạm Trung ương (Phường Nghĩa Đô)
18. Trường Cao đẳng Sư phạm Hà Tây (Xã Thường Tín)
19. Trường Cao đẳng Y tế (Phường Ô Chợ Dừa)
20. Trường Cao đẳng FPT Polytechnic (Xã Xuân Phương)
21. Trường Cao đẳng Y tế Bạch Mai (Phường Kim Liên)
22. Trường Cao đẳng Kinh tế Kỹ thuật (Phường Yên Hòa)
23. Trường Cao đẳng Kinh tế Kỹ thuật Thương mại (Phường Phú Lương)
24. Trường Cao đẳng nghề cơ điện (Phường Phú Diễn)
25. Trường Cao đẳng Thương mại và du lịch (Phường Phú Diễn)
26. Trường Cao đẳng Công nghệ (Phường Phú Diễn)
27. Trường Cao đẳng Kinh tế - Kỹ thuật Trung ương (Xã Gia Lâm)
28. Trường Cao đẳng Xây dựng Công trình Đô thị (Xã Gia Lâm)
29. Trường Cao đẳng Xây dựng số 1 (Phường Đại Mỗ)
30. Trường Cao đẳng Y dược Hà Nội (Phường Phương Liệt)
31. Trường Cao đẳng nghề Long Biên (Phường Phúc Lợi)
32. Trường Cao đẳng nghề Công nghiệp Hà Nội (Phường Đống Đa)
33. Trường Cao đẳng Truyền hình, Đài Truyền hình Việt Nam (Xã Thường Tín)
34. Trường Cao đẳng Phát thanh - Truyền hình I, Đài Tiếng nói Việt Nam (Phường Bạch Mai)
35. Trường Cao đẳng Dược Hà Nội phân hiệu Nam Từ Liêm (phường Xuân Phương)
36. Trường Cao đẳng Công Thương Hà Nội (Phường Thanh Xuân)